# Hugh Newall
Hugh Frank Newall (født 21. juni 1857 i Gateshead on Tyne, død 22. februar 1944) var en engelsk astrofysiker. Han var søn af Robert Stirling Newall.
Newall studerede i Cambridge, blev 1885 assistent ved det fysikalske laboratorium sammesteds, 1889 astrofysiker ved observatoriet og 1909 professor i Astrofysik og bestyrer af det i apr. 1913 
grundede astrofysikalske institut sammesteds, idet Solar Physics Observatory i South Kensington i London overførtes til Cambridge; observatoriet fik som gave Huggins' kikkerter og McCleans solinstrumenter. Newall har udgivet Instituttets Annals (Volumes III, IV). Som astrofysiker har Newall arbejdet med den af hans fader 1889 til observatoriet i Cambridge skænkede mægtige refraktor af 63 centimeters åbning, der 1871 blev opstillet i Gateshead; fra 1909 har Newall publiceret talrige mindre afhandlinger af astrofysikalsk indhold. 1907—09 var Newall præsident i Royal Astronomical Society. Han afgik 1928 som professor i astrofysik og direktør for Solar Physics Observatory i Cambridge.